# Play It Loud
Play It Loud este al doilea album al trupei Britanice de rock, Slade. A fost lansat pe 28 noiembrie 1970. Nu a intrat în topuri.

## Tracklist
1. "Raven" (Holder/Lea/Powell) (2:37)
2. "See Us Here" (Holder/Lea/Powell) (3:12)
3. "Dapple Rose" (Lea/Powell) (3:31)
4. "Could I" (Griffin/Royer) (2:45)
5. "One Way Hotel" (Holder/Lea/Powell) (2:40)
6. "The Shape of Things to Come" (Mann/Weil) (2:18)
7. "Know Who You Are" (Holder/Lea/Hill/Powell) (2:54)
8. "I Remember" (Holder/Lea/Hill/Powell) (2:56)
9. "Pouk Hill" (Holder/Lea/Powell) (2:24)
10. "Angelina" (Innes) (2:50)
11. "Dirty Joker" (Lea/Powell) (3:27)
12. "Sweet Box" (Lea/Powell) (3:25)

## Single-uri
- "The Shape of Things to Come" (1970)
- "Know Who You Are" (1970)

## Componență
- Noddy Holder - voce, chitară ritmică
- Dave Hill - chitară
- Jim Lea - chitară bas/vioară
- Don Powell - baterie